# Biserica Catolică în Anglia și Țara Galilor

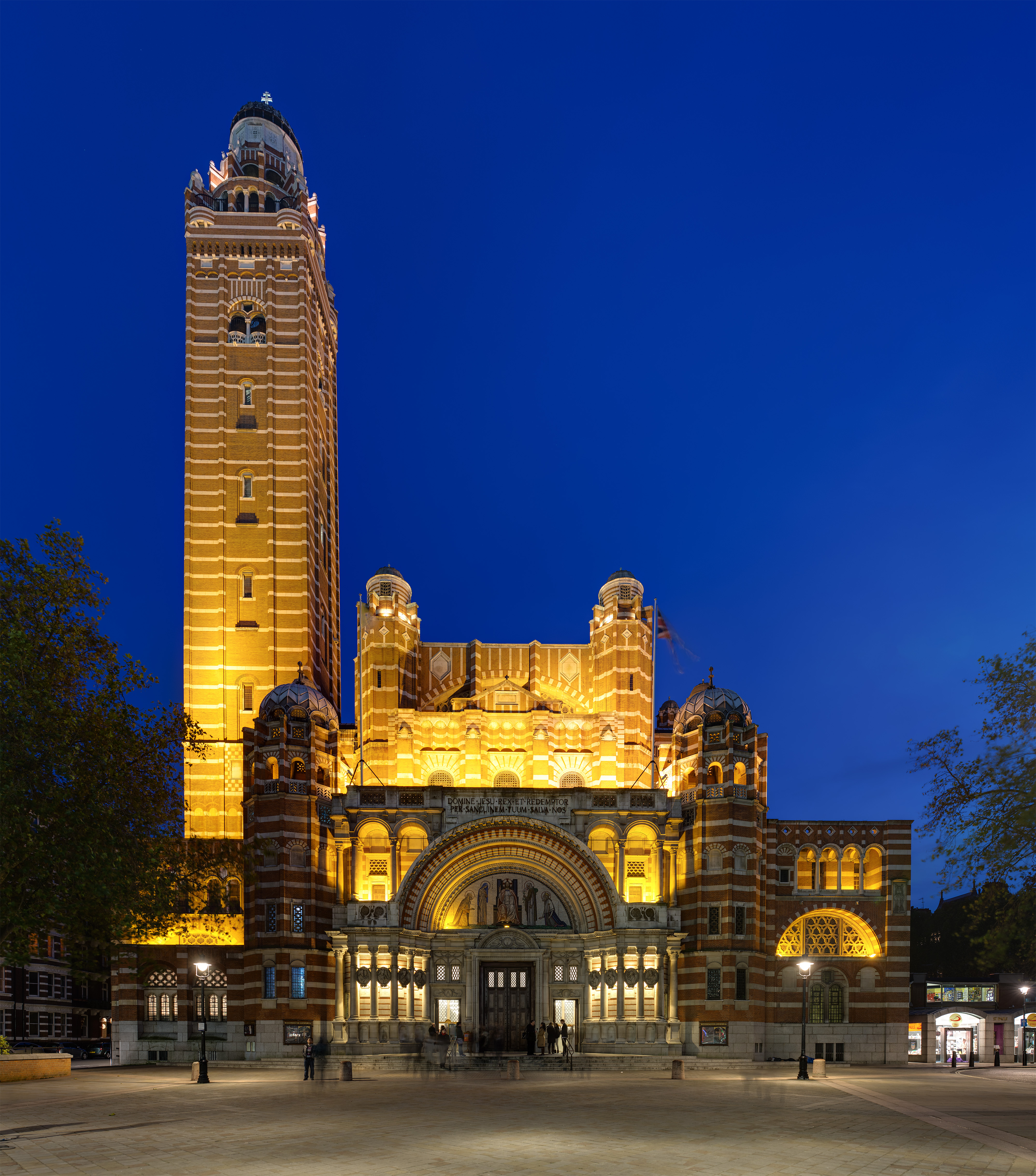
Westminster Cathedral, Londra

Biserica Catolică din Anglia și Țara Galilor (în latină Ecclesia Catholica in Anglia et Cambria, în engleză Catholic Church in England and Wales; în galeză Yr Eglwys Gatholig yng Nghymru a Lloegr) face parte din Biserica Catolică mondială în deplină comuniune⁠(d) cu Papa. Ea își trage originea apostolică prin creștinătatea catolică, Biserica Latină Occidentală, particularizată și atestată în Brittania romană încă din secolul I. Mai târziu, în secolul al VI-lea, biserica a fost legată judiciar de Scaunul Apostolic al Romei, când papa Grigore cel Mare prin misionarul său benedictin și roman, Augustin de Canterbury, a stabilit o legătură directă de la Regatul Kent cu Sfântul Scaun în 597 e.n. Această legătură străveche cu sursa de îndrumare creștină a lui Irenau, Scaunul de la Roma, a îmbogățit identitatea inter-bisericească, nu numai în Marea Britanie și Europa continentală, ci și, mai ales la nivel global, în ceea ce se numește uneori „Comuniunea Catolică a Bisericilor“.

## Origini și simbolistică
Astăzi, Biserica Catolică Engleză îl privește pe Augustin ca unul dintre fondatorii săi regionali, legând actualul cap al Bisericii Catolice din Anglia direct de succesorul modern al papei Grigore, Papa Francisc. Această linie de istorie neîntreruptă, care duce până la Augustin, este simbolizată în dăruirea paliumului, un veșmânt liturgic (o țesătură de lână) urmașului catolic al Sfântului Augustin, arhiepiscopul de Westminster. 
Pentru a evidenția această continuitate episcopală și istorică, Arhiepiscopia de Westminster⁠(d) folosește riturile de instalare ale arhiepiscopilor catolici de Canterbury dinaintea Reformei și ale arhiepiscopilor anteriori de Westminster pentru instalarea fiecărui nou arhiepiscop de Westminster⁠(d). Astfel, la fel cum papa Grigore a conferit paliumul Sfântului Augustin, papa Francisc (în acea practică străveche corespunzătoare) a conferit același simbol al unității actualului șef al Bisericii Catolice din Anglia, cardinalul Vincent Nichols⁠(d), când a preluat funcția.
Alături de cele 22 de eparhii de rit latin, există două eparhii ale Bisericii Greco-Catolice: Eparhia Catolică Ucraineană a Sfintei Familii din Londra și Eparhia Catolică Syro-Malabară a Marii Britanii.

## Demografie
La recensământul din Regatul Unit din 2001, erau 4,2 milioane de catolici în Anglia și Țara Galilor, aproximativ 8% din populație. Cu o sută de ani mai devreme, în 1901, ei reprezentau doar 4,2% din populație. În 1981, 8,7% din populația Angliei și a Țării Galilor erau catolice. În 2009, un sondaj Ipsos Mori a constatat că 9,6%, sau 5,2 milioane de persoane, erau catolice în Anglia și Țara Galilor. Populații considerabile sunt în Nord Vestul Angliei, unde unul din cinci locuitori este catolic, rezultat al migrației irlandeze la scară largă în secolul al XIX-lea, precum și a numărului mare de recuzanți englezi din Lancashire.

## Istorie
În secolul al XVI-lea, într-o perioadă dominată de Reforma Protestantă, prin mai multe legi și acte între 1533 și 1536, regele Angliei Henric al VIII-lea s-a autoproclamat cap al Bisericii din Anglia și a separat-o de autoritatea Papei, după ce acesta din urmă a refuzat să-i anuleze regelui căsătoria cu Ecaterina de Aragon. A existat și o mișcare de protest din partea englezilor ce doreau să rămână loiali Bisericii Catolice, inclusiv cu răscoale ca cea a lui Bigod⁠(en)[traduceți]. Henric a suprimat aceste mișcări și a executat pentru trădare nobilii importanți care i s-au opus, cum a fost cazul lui Thomas Morus. Henric a continuat apoi să lovească în Biserica Catolică desființând numeroase mănăstiri, pe care însă nu le-a predat Bisericii Anglicane, ci le-a valorificat pentru a-și finanța războaiele.
Henric nu a adoptat prea multe din inovațiile liturgice ale Reformei Protestante, ci doar și-a impus autoritatea asupra bisericii; el a promovat însă în cadrul bisericii sale clerici care simpatizau cu Reforma, în schimbul sprijinului pentru autoritatea sa. Urmașul său, Edward al VI-lea, primul rege englez crescut ca protestant, a introdus însă și asemenea inovații liturgice în Biserica Anglicană. Catolicii englezi s-au răsculat din nou în 1549, dar și această revoltă a fost suprimată. Anglia a ajuns astfel să fie cuprinsă de aprigele conflicte interreligioase din timpul Reformei, care au afectat și Franța, Țările de Jos și statele germane. Diverse facțiuni nobiliare au încercat astfel să profite de orice problemă de succesiune pentru a încerca să impună pe tron un rege care simpatiza cu cauza lor — protestantă sau catolică. După moartea lui Edward, catolicii au părut să aibă câștig de cauză, reușind să o înlăture și să o execute pe adolescenta Lady Jane Grey și să o aducă pe tron pe regina catolică Maria, care a încercat apoi să anuleze reformele religioase din timpul lui Edward, reconectând biserica anglicană cu catolicismul continental. Ea a domnit însă doar 5 ani înainte de a muri, locul ei fiind luat de o altă fiică a lui Henric, protestanta Elisabeta I. Cu sprijinul nobilimii predominant protestante, ea a promovat și mai mult Reforma, iar prigoana împotriva catolicilor a atins un apogeu. Preoții catolici, cei mai mulți școliți în străinătate, au început să fie văzuți ca posibili agenți ai unor puteri străine.
După moartea Elisabetei, nobilii protestanți l-au adus pe tron pe regele scoțian Iacob I, un alt protestant. Deși la început a fost moderat, atitudinea lui i-a dezamăgit pe catolicii englezi, iar câțiva au încercat să-l asasineze în complotul prafului de pușcă în noiembrie 1605. Complotiștii au fost prinși și executați, dar această trădare a rămas în memoria publicului englez, iar puținii catolici au fost persecutați din ce în ce mai mult. Deși câțiva catolici erau și la curtea regală, conflictul politic s-a mutat mai mult între anglicanii moderați și „puritani” (calvini). Războiul Civil Englez din secolul al XVII-lea a fost marcat de un alt clivaj în societatea engleză, cel între parlamentariști (predominant nobili puritani, puternici în provincii) și regaliștii mai moderați, care au primit sprijinul aproape unanim al minorității catolice. Parlamentariștii au ieșit însă învingători, victorie ce a condus la impunerea regimului autoritar al anticatolicului Oliver Cromwell. Restaurația Stuarților a readus influențele catolice la curtea regală, dar în acest moment catolicii erau o mică minoritate, iar regele a trebuit să fie pragmatic și nu a putut îmbunătăți mult situația lor. Succesorul și fratele lui însă, Iacob al II-lea, se convertise el însuși la catolicism și a fost ultimul monarh englez catolic. El a lucrat spre toleranță religioasă și a încercat să aducă egalitate în drepturi între catolici și protestanți. Nobilimea i-a acceptat acțiunile cât timp părea să nu aibă moștenitori și să lase tronul unui alt protestant la moartea sa, dar, când i s-a născut un moștenitor catolic, nobilii au acționat și l-au detronat pe Iacob printr-o acțiune a Parlamentului. A urmat un scurt conflict, denumit Revoluția Glorioasă, în urma căruia Iacob a încercat să-și redobândească tronul, dar a fost împiedicat de nobilii care l-au adus pe William al III-lea, un nobil protestant olandez căsătorit cu fiica protestantă a lui Iacob.
A urmat apogeul persecuțiilor anticatolice și populația catolică a Angliei a scăzut treptat. Ulterior, în 1701, catolicii au fost explicit excluși prin lege din succesiunea la tron; chiar și astăzi, deși căsătoria cu oameni fără descendență nobiliară a devenit permisă în familia regală britanică, catolicii sunt în continuare excluși din linia de succesiune. Prin aceeași lege, li s-a limitat catolicilor dreptul de a deține terenuri și de a vota, ceea ce i-a exclus efectiv din viața politică. Nici măcar o prezență catolică la curte nu a mai existat, ca în timpul Stuarților. Cu toate acestea, catolicii au continuat să existe ca o mică minoritate de recuzanți, cel mai notoriu membru al ei fiind în acea perioadă poetul Alexander Pope. Timide încercări de ameliorare a drepturilor civile ale catolicilor au fost întâmpinate în 1780 cu Răscoala lui Gordon⁠(d), declanșată de extremiștii protestanți.
Aducerea formală în cadrul regatului în 1801 a teritoriului majoritar catolic al Irlandei a fost o șansă și pentru catolicii englezi. Mult mai puternici acolo, catolicii au militat constant și viguros pentru emancipare. Mai mult, Revoluția Franceză a adus în Anglia numeroși refugiați catolici din Franța, care fugeau de teroarea iacobină, aducând o nesperată creștere a efectivelor catolice. Pentru a-și asigura serviciile lor pe câmpul de luptă împotriva lui Napoleon, regele George al III-lea le-a promis catolicilor emanciparea, care, după multe amânări, a venit în 1829 cu restaurarea dreptului la vot și la deținerea de funcții publice. Pe la jumătatea secolului al XIX-lea, foametea din Irlanda a adus în Anglia imigranți catolici și de acolo, și tot în acea perioadă Papa a reînființat ierarhia catolică din Anglia.